# Ласцов
Ласцов (слч. Lascov) насељено је мјесто са административним статусом сеоске општине (слч. obec) у округу Бардјејов, у Прешовском крају, Словачка Република.

## Становништво
| Година:    | 1994. | 2004.   | 2014.   | 2024.   |
| ---------- | ----- | ------- | ------- | ------- |
| Број људи: | 488   | 530     | 560     | 604     |
| Разлика:   |       | +8,60 % | +5,66 % | +7,85 % |

| Година:    | 2023. | 2024.   |
| ---------- | ----- | ------- |
| Број људи: | 597   | 604     |
| Разлика:   |       | +1,17 % |

Према подацима о броју становника из 2024. године насеље је имало 604 становника.